# Scimitarra (araldica)
Scimitarra è un termine utilizzato in araldica per indicare una spada, ossia sciabola, ricurva. La scimitarra, nella sua qualità di sciabola turca, simboleggia un trofeo tolto al nemico.

## Attributi araldici
La scimitarra si può blasonare:
- manicata o guarnita, con l'elsa di smalto diverso dal ferro[4]
- inchiodata
- legata
- ribadita, cioè con la punta ritorta[5]

## Galleria d'immagini

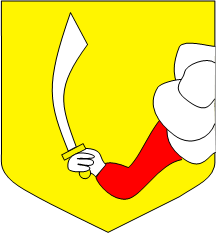
Destrocherio armato di scimitarra
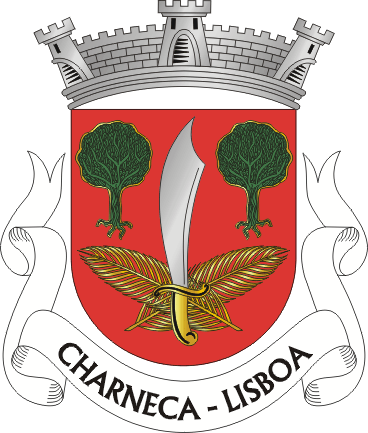
Scimitarra posta in palo (Charneca, Portogallo)
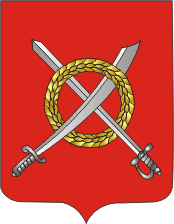
Scimitarra in decusse con una spada (Čavusy, Bielorussia)
Leone sostenuto da una scimitarra (stemma della Finlandia)
Spada incrociata con una scimitarra saracena (comune di Drapia)
Di verde, alla scimitarra d'oro (Thiberville, Francia)
Scimitarra d'azzurro manicata di rosso (Rödelhausen, Germania)
Due scimitarre alte e affrontate (Morés, Spagna)